# The Borrowers (1997)
The Borrowers (Nederlandse titel: Jacht op de Kleintjes) is een Brits-Amerikaanse live-action filmkomedie uit 1997, geregisseerd door Peter Hewitt. Het verhaal is gebaseerd op de roman The Borrowers (Nederlandse titel: De Bruikleners), geschreven door Mary Norton.

## Verhaal
In het huis van de familie Lender woont in het geheim nog een gezinnetje zo klein als een wijsvinger, de Borrowers.

## Rolverdeling
| Acteur          | Personage            |
| --------------- | -------------------- |
| John Goodman    | Ocious P. Potter     |
| Mark Williams   | Exterminator Jeff    |
| Jim Broadbent   | Pod Clock            |
| Celia Imrie     | Homily Clock         |
| Flora Newbigin  | Arrietty 'Ett' Clock |
| Tom Felton      | Peagreen Clock       |
| Raymond Pickard | Spud Spiller         |
| Bradley Pierce  | Pete Lender          |
| Aden Gillett    | Joe Lender           |
| Doon Mackichan  | Victoria Lender      |